# 시가혼도리역
시가혼도리역(지하본통역, 일본어: 志賀本通駅, しがほんどおりえき)은 일본 아이치현 나고야시 기타구에 위치한 철도역이다.

## 타는 곳
상대식 승강장 2면 2선 지하역.
| 1 | ■ 메이조 선 | 사카에·가나야마·나고야코 방면 |
| 2 | ■ 메이조 선 | 오조네·모토야마 방면          |

## 역세권 정보
- 조토마치도리 상점가
- 나고야 기타 우체국
- 국도 19호
- 현도 102호 나고야 이누야마 선

## 역사
- 1971년 12월 20일: 영업 개시.

## 인접역
| 나고야 지하철 ■ 메이조 선 | 나고야 지하철 ■ 메이조 선 | 나고야 지하철 ■ 메이조 선 |
| ------------------------- | ------------------------- | ------------------------- |
| M 09 구로카와 외선 순환   |                           | M 11 헤이안도리 내선 순환 |